# 堀江メール問題
堀江メール問題（ほりえメールもんだい）とは、2006年の日本の第164回通常国会において、民主党所属の衆議院議員永田寿康が、ライブドア事件に絡んで堀江貴文と自民党幹事長・武部勤の間に不当な金銭の授受があったと追及した政治騒動。当時、粉飾決算事件の渦中にあった元ライブドア社長の堀江が、2005年の衆院選出馬に関連して武部にコンサルタントという名目で多額の金銭を送ったというものであったが、疑惑の証拠とされた堀江によるものとされた電子メールが捏造であったことが判明し、永田は議員辞職し、民主党執行部は総退陣に追い込まれた。
当初から証拠とされた電子メールの真偽が焦点となったため、メール疑惑、永田メール問題、永田メール事件、ガセメール問題、偽メール問題、ライブドア送金メール騒動など、様々な名称で呼ばれた。

## 当時の政治状況
2005年（平成17年）の郵政解散に伴う第44回衆議院議員総選挙において自民党が大勝し、高い支持率を持っていた小泉内閣であったが、年末には耐震偽装問題、米国産牛肉問題、ライブドア事件のいわゆる「三点セット」によって内閣支持率は急落した。第164回通常国会において野党から厳しい追及がされると予想される中、さらに防衛施設庁談合事件が発覚し、政府は「四点セット」と呼ばれる危機に陥っていた。一方、最大野党の民主党は郵政解散の大敗を受けて、新たに党首となった前原誠司の下で立て直しを計っており、絶好の機会であった。
この中でライブドア事件は、本来は私企業の粉飾決算事件に過ぎなかったが、ライブドア社長の堀江貴文（当時は既に辞職済み）が有名人、かつ前年に実質的に自民党側の候補として衆議院議員総選挙に出馬していたこと、ライブドアの躍進が小泉政権による規制緩和策の恩恵を受けたと見なされたこと、それらによって堀江個人と自民党要人との個人的な関わり合いが、世間の注目を浴びていたことなどが重なっていた。

## 騒動の経過
役職・肩書は、いずれも当時のものである。

### 永田による追及と小泉首相による即日否定
2006年2月16日。衆議院予算委員会で民主党の永田寿康は、「（ライブドア事件に絡み）証券取引法違反で起訴されたライブドア元社長の堀江貴文被告が、2005年8月26日付の社内電子メールで、自らの衆院選出馬に関して、武部勤自民党幹事長の次男に対し、選挙コンサルタント費用として3000万円の振込みを指示した」などと指摘し、政権与党である自民党の責任を追及した。この時、武部は国務大臣ではなかったため予算委員会への出席義務はなく、代わりに選挙当時に自民党総務局長として衆院選の候補者選考に携わった二階俊博経産相が答弁席に立ち「（堀江候補には）党として公認も推薦もしていないので、選挙開始時点で（堀江に対する）党として踏み込んだ調査はしていない。指摘の金銭問題については全く関知していない」と回答した。
永田の追求が事実であれば、渦中の人物による政権与党幹部との金銭事件の構図になり、マスメディアは即日、武部にコメントを求めたが、彼は「衆院予算委員会の理事が私の息子と連絡を取り、そういう事実は全くないということで、そのことを明確にしておく。永田君への対応については、予算委あるいは院に任せたい。（永田氏の質問の）事実がないということです」と述べて事実関係を一切否定した。また、小泉純一郎首相も、当日夕方の首相官邸でのぶら下がり会見において、永田の指摘を「ガセネタ」と明言し、完全に否定した。さらに堀江を逮捕・拘留して捜査をしている東京地検も次席検事名で「当該メールや指摘される事実関係は把握していない」と個別の捜査案件に関わる異例の否定コメントを当日に発表した。また、ライブドアも「堀江前社長の選挙活動は、堀江が個人的にしたことで会社とは関係ない。振り込みや電子メールについては、会社として把握をしていない」と声明を出した。 
一方、永田は、疑惑は事実であること、証拠となる電子メールを持っているとメディアの取材に答えた。民主党も、党首の前原誠司から、証拠の確度は高く、永田の指摘は妥当だとし、党として後援する旨のコメントを出した。さらに野田佳彦国対委員長は、国政調査権の発動についても言及し、指摘が不当というなら与党は同意すべきだと述べた。
なお、マスコミは当初より慎重であり、小泉政権に批判的だった朝日新聞も、社説でこの問題の信憑性を疑っていた。後述の通り、後に電子メールの仲介者と判明する西澤孝は、数々の捏造記事を持ち込むことで業界では有名な人物であり、西澤を出入り禁止にする出版社も複数存在するほどだった。そのため、情報提供者が西澤と判ると、この件がデマだとみなされた。

### メールの真偽攻防
2月17日。民主党はメールの写しを公表した（党の公式ホームページでPDFとしても公開）。しかし、後述する疑問点を次々と指摘され、証拠の信頼性が疑問視される形となり、偽造の可能性も指摘された。自民党側も、武部らに対する名誉毀損で告訴を検討すると反撃し、一転して民主党は窮地に陥る事態となった。これを受けて2月21日、前原は翌22日の党首討論で新たな証拠を提示すると会見し、「期待しておいてください」と、疑惑解明に期待感を持たせる発言をした。
2月22日。党首討論において前原は前日に予告していた新証拠は提示せず、国政調査権の発動を担保に（メールの写し公表時には隠していた）口座を明かすと持ちかけたが、小泉は拒否する。前日に前原は疑惑追及に期待を持たせる発言をしていたため、マスコミの批判を受ける。また、有権者からの反感も買い、民主党や永田、および前原への抗議の電話が殺到した。
一方、当事者の永田は2月19日から公の場に一切姿を現さず、雲隠れしたと批判されていた（後の民主党の内部調査報告書によると、これまで調査等を支えてきた手塚仁雄前衆議院議員とともに引き続き調査を続けていたという）。その後、2月23日になり、永田は民主党の鳩山由紀夫幹事長に辞職の意向を述べたが、鳩山の判断で心神喪失を理由に入院することとなり、手塚の親族が経営する病院に入院し、辞職については保留となった。
2月27日。証拠とされたメールは、送受信が同一のメールアドレスだったと判明する（すなわち自作自演だった）。さらに翌2月28日にはライブドアは社内調査により、この電子メールを送った従業員がいないと報告した。
2月28日、永田は一連の問題について事情説明を行うとして記者会見を行い、証拠として信頼性が不十分なメールを提示して国会審議を混乱させ、関係者に迷惑を掛けたと謝罪した。しかし、同時に「全く事実無根なのか、一定程度の事実を含んだものなのかは現在も様々な調べが残っている」と主張したため、小泉は「何のために会見したのか、お詫びしたのか、分かりませんね」、武部は「民主党も永田氏も何を謝り、何を反省し、誰に謝罪すべきか全く分かっていないのではないか」と批判した。また、武部は永田の謝罪申し入れも拒否し、次男の名誉回復のために民主党と永田に対して刑事訴訟と民事訴訟両方で法的措置をとる考えを表明した。さらに武部の次男は民主党と永田に対し、全国紙などに謝罪広告を掲載するよう求めた。

### 前原の代表辞任と永田の議員辞職
3月2日。永田は一転して「メールは誤りだった」と述べ、一連の疑惑追及の非を認める。しかし、自民党やマスコミから求められた、仲介者の実名は「私は一切申し挙げられない」として公表しなかった。同日、衆議院本会議は永田に対する懲罰動議を懲罰委員会に付託し審査することを、民主党も含む全会一致で議決した。この中で、永田が議員辞職するかが取り沙汰されたが、永田は辞職を否定した。民主党は永田に対し半年間の党員資格停止処分を下し、野田は責任をとって国対委員長を辞した（後任は渡部恒三）。一方、前原はこの件の責任をとって党首を辞任する可能性を否定した。翌3月3日、永田の「カネで魂を売った」という国会発言が不適切として自民党が抗議し、議事録から削除された。
メール問題の真相究明は懲罰委員会に移り、民主党内部でも疑惑解明や事態収集のために、永田に仲介者の実名を公表するよう圧力がかけられたが、永田は頑なにメール仲介者の実名公表を拒んだ（当初の記者会見では、情報提供者について「名前を出すとエッチエス証券の野口さんみたいにされると本人が恐れているので出せない」とコメントしていた）。
永田自身も、この仲介者に騙された被害者という立場を取れる余地があるにもかかわらず拒否したことに、永田と仲介者との間で金銭のやりとりがあったのではないかという疑惑が提示されることとなる。なお、自民党の平沢勝栄は、民主党が証拠とされる電子メールを公開した当時から、同時期に問題となった電子メールを入手していたと公表し、後に仲介者は雑誌『Dumont』発行元、デュモンマーケティング社長の西澤孝だと既に指摘しており、同様に『週刊新潮』など週刊誌も西澤を挙げていた。
3月14日、民主党は読売新聞・朝日新聞・毎日新聞・日本経済新聞・産経新聞の全国紙5紙と武部の地元紙の北海道新聞に「心よりお詫び申し上げる」と謝罪する内容の広告を翌日付の朝刊に掲載することを決めた。これを受けて武部の次男は刑事訴訟及び民事訴訟のいずれも見送った。なお、広告費は約1,800万円で政党交付金を充てず、民主党と永田が負担した。
3月24日、懲罰委員会において永田は、電子メールの仲介者が西澤であることを公表し、また、自身は彼に騙されたと語った。これを受けて同委員会では4月4日に西澤の証人喚問を行うことが決まり、同日に西澤は弁護士を通し、証人喚問を行わないように申し入れを行った（この証人喚問は後述の通り、永田の議員辞職に伴い開催されず）。また、永田は変わらず議員辞職の可能性を否定した。
3月31日、前原は記者会見を開き、永田を議員辞職させられなかったとして、党首を辞任する考えを表明した（合わせて鳩山も幹事長を辞任）。これを受けて、頑なに辞職を否定していた永田も、即日でメール問題の責任を取って議員辞職した。このため、永田に対する懲罰動議審議も途中で打ち切りとなり、仲介者である西澤の証人喚問も中止となった。また同日、民主党は、「民主党 「メール」問題検証チーム報告書」を公式ウェブサイトで公開し、事の経緯や党の責任について言及した。

### 影響・その後
小泉首相及び自民党は「四点セット」による支持率の下落に歯止めがかかり、内閣支持率はほぼ横ばいのまま、自由民主党総裁任期による9月26日の内閣総辞職まで安定した政権運営を続けることができた。
一方の民主党も、かねてより期待されていた小沢一郎が党首となり、それまで経済成長路線だった党の方針を、社会福祉へと転換することで、民主党の支持をつなぎ留めた。4月の千葉県第7区の補欠選挙でも太田和美を擁立して勝利を収める。また、武部に対しては多大な迷惑を掛けたとし、直接の謝罪並び、新聞紙面を割いた謝罪を行った。
この一件において被害者となった堀江は、2009年3月に、名前が勝手に使われた為自分は被害者であり、しかも民主党は武部には謝罪したにもかかわらず、自分には一切の謝罪がなかったとして、名誉棄損の民事訴訟を東京地方裁判所に提起した。堀江は、永田の国会での発言だけではなく、テレビでの出演などで繰り返し発言していたことや、民主党の執行部である前原や野田の発言も問題視していた。これを受けて、民主党は堀江に「電子メールは事実無根だった」と認める謝罪文を正式に送付し、同時に300万円の和解金を支払う旨の和解案を提示した。このことにより、2009年12月、堀江と民主党との間で和解が成立した。また堀江は自身のブログで、上記の民主党の謝罪文を公開した。
当事者である永田は、国政復帰を模索したが、民主党から除籍され、無所属での衆院選出馬などを試みたが適わなかった。親族が経営する会社に入社するも、勤務が長続きせず転々とし、夫人からの離婚調停や略式起訴など、数多くのトラブルに巻き込まれて精神に支障をきたし、精神科病院に入院する。その後、2009年1月3日に北九州市八幡西区里中3丁目のマンションから飛び降り自殺した。
もう一人の当事者である西澤は、この件で刑罰は無かった。ただし、2014年に別件において詐欺罪で逮捕されている。

## 「堀江メール」の疑問点
証拠とされたメールは公開当時から、以下のような疑問点が指摘されていた。
- 信頼性を保証するはずのメールヘッダーが塗りつぶされている[41][106]。
- 「何か問題があったら」「@堀江」といった隠す必要のない場所が隠されている[41]。さらに糾弾する相手の名前である「武部」も隠している[41]。
- 上記「武部」があったとされる塗りつぶし箇所が1字分の幅しかない。
- 堀江が利用していたEudora最新版とは違う形式のメール表示になっている。
- 「シークレット」の「ー」が「―」（ダッシュ）になっている。
- 堀江が送るメールの特徴とされるメール本文の最後尾に表示される堀江のフッター広告が無い。
- 文中に「宮内の指示を仰いで」と、当時の取締役であった宮内亮治の名前が出ているが、堀江は宮内を社内では「さん付け」で呼んでいた[107]。
- 数字部分が全角であるが堀江は数字を半角で打つ。
- 印字されている送信時刻の時、堀江は広島で遊説していた。

これら理由により、堀江のことをよく知らない第三者による捏造ではないかと疑われた。
メールの実物についても、当初から堀江は「そのようなメールは送っていないし、金を送るつもりもない。金を送った事実もない」と答えていた。東京地方検察庁特別捜査部は、ライブドア事件の捜査において同社のメールサーバーを押収していたため、当初からメールが存在しないことを確証しており、小泉が即日否定できたのはこの報告を受けていたためとされる。また、先述の通り、平沢勝栄は、永田と同時期にメールを入手しており、この電子メールが複数出回っていたことから、当初から信頼性が低いとみなしていた。

## 永田寿康の責任の所在について
日本国憲法第51条においては「国会議員が議院内で行った演説、討論又は表決について、院外で責任を問はれない」とあり、院内での発言によって生じた武部や堀江への名誉毀損は、刑事・民事問わず、永田の責任が問われることはない。ただし、永田はテレビのワイドショーでも同様の発言を行っており、この院外での発言については同条項は適用されない。
また、これは国会議員による無分別な答弁を無条件で認めるものではなく、国会法第119条及び第120条では、このような答弁を行った議員を処罰できる余地を残しており、同法第15章「懲罰」において懲罰委員会の結成など、議員に対する懲罰が認められている。これに基づき、3月2日に懲罰委員会が立ち上がり、永田の責任が追及された。

## メール仲介者と永田および民主党議員の関係
- メール仲介者の西澤孝と永田は元々知人ではなく、民主党内の議員または議員秘書の紹介により知り合いになったと永田自身が語っている[113][114]。
- この事より永田が堀江メールを信用したのは、西澤を単純に信用したのでなく、紹介を受けた議員と議員秘書を信用していたから堀江メールも疑わなかったのではないか、永田一人の問題でなく、紹介した議員秘書ならび、民主党自体にも問題があったとの考えがメディアから生まれていった[115][114]。なお、その後、民主党から紹介した議員秘書および議員の氏名は公開されずに終わった[116][117]。
- 藤末健三はブログ[118]内で、「西澤と『Dumont』編集長の佐藤晶に同僚の議員秘書の紹介で会った」とコメントしている。紹介者の議員とその秘書の氏名は「民主党の方針により今は明かせないが、後日、民主党から発表がある」としていたが、2008年11月時点でも、民主党はもとより、藤末自身からも一切発表は行われていない。
- このことにより、『Dumont』よりインタビューを受けた民主党議員の藤末以外の、馬淵澄夫、石関貴史、北神圭朗、松本大輔の4人の中の誰かの秘書では、とネット上のマスメディアで取り上げられたが、『Dumont』発行元のデュモンマーケティングはすぐに解散し事務所を畳んだため、同社の関係者にインタビューしたマスメディアは無く、紹介した議員秘書の名は不明なままで終わる。
- インタビューを受けた松本はブログ（3月7日）内で、「知人を通しての申し込みで、デュモンのインタビューに答えた、デュモンの編集長（佐藤晶）と、知人が友人であった」その知人の紹介であると、ブログ内に記載している[119]。
- なお、馬淵の秘書・大西健介が佐藤晶と京大の同期ということでマスコミの取材を受けるが、馬淵はブログで「オニケン（大西）は、京大の同期生ではあるが学部が違う」と否定している[120]。
- 大西健介はこのことについて、自身が「メール騒動の黒幕にされる」との題材で『政策空間』に掲載している[121]。この掲載文にWebフリーライター「サイバッチ」という人物が登場するが、これはメール提供者を「西澤孝」と最初に言い当てた人物で、この事件で注目を浴びることになった。
- 『政策空間』の文中の通り、大西健介が国民に説明しないまま「サイバッチ」に直接抗議したため、騒動が発生することとなる。
- 当初は西澤の証人喚問に意欲的であった民主党であったが、上記のように永田以外にも多数の党員が関わっていたため、民主党は頑なに議員辞職を拒んでいた永田を説得して自ら辞職させて幕引きを図ったという[122][123][124][125]。

## 電子メールの仲介者：西澤孝
- 雑誌『Dumont』発行元、デュモンマーケティング社長（当時）
- かつて週刊ポストにおいて清原和博に対する捏造記事を書き、当時の最高額となる1,000万円の賠償金を命じられる[39]。
- 週刊現代においてもテレビ朝日従業員の龍円愛梨に対する記事を書き、2001年9月、損害賠償770万円の支払いと、週刊現代に謝罪広告を掲載することを講談社に命じられている[126]。
- 永田と同時期に電子メールを入手していた平沢勝栄は、当初から独自に西澤を身辺調査していると明かしており、「西澤は週刊ポストで『清原の嘘記事』を作ったり、プロレス業界でも興行約束を破ったりした人だ」と指摘していた。
- 上記のことから業界では、西澤は数々の捏造記事を持ち込むことで以前から有名であり、このことから、西澤を出入り禁止にする出版社も複数存在していた[39]。メール問題が持ち上がり、各メディアも取材を始めたものの、電子メールの出元が西澤と判ると、一斉に取材を引き上げた[127]。
- 西澤はその後2014年5月、2ちゃんねる上の中傷記事を削除するとして金をだまし取った、として詐欺罪で警視庁に逮捕された。逮捕時は人材派遣会社役員の松島隆寿と報道された[105]。
- かつては修斗において1991年8月3日にプロデビューしたらしい（結果は敗北）。その後、戦績は94年までで1勝2敗。

## 類似事件
この問題と類似した問題として、当時の衆議院議員楢崎弥之助が1983年に衆議院予算委員会で喧伝した自衛隊クーデター計画問題がある。こちらは楢崎に情報提供した自称自衛官は自衛官ではなく、詐欺で当時全国に指名手配されていた人物だと判り、自衛隊クーデター計画自体が存在していないことが判明。楢崎は国会を混乱させたとして新聞に謝罪広告を掲載し、この影響で同年の総選挙で落選した。なお、楢崎は堀江メール問題に対しては民主党の対応に苦言を呈しており、2006年3月4日放送の『ブロードキャスター』では、永田と比べて楢崎の国会発言は的確であったような報道がされていた。

## その他
後に民主党の政治資金収支報告書によると、2007年5月28日に上述の永田議員が5日間入院した八幡厚生病院（北九州市八幡西区）に対して、政治活動費から渉外費と言う名目で1千万円（1日当り2百万円）が支払われた事が判明している。